# Реката на тайните
„Реката на тайните“ (на английски: Mystic River) e американски филм от 2003 г. с режисьор Клинт Истууд по едноименния роман на писателя Денис Лихейн. Филмът е номиниран за шест Награди на филмовата академия на САЩ. Шон Пен печели Оскар за най-добър актьор, а Тим Робинс – за най-добра поддържаща мъжка роля.

## Сюжет
Внимание:  Текстът по-долу разкрива сюжета на произведението (или части от него)!
През лятото на 1975 Дейв Бойл (Тим Робинс) и двама приятели, Джими (Шон Пен) и Шон (Кевин Бейкън), играят на един тротоар в Бостън, когато Дейв е отвлечен и бива обект на сексуално насилие в продължение на няколко дни. Впоследствие той избягва, но травмата му го преследва дори като възрастен. Нещо повече, Дейв става главен заподозрян, когато дъщерята на Джими, Кейти, е намерена убита. Шон, който е назначен да разследва престъплението се изправя пред двата демона – на миналото и обстоятелствата обграждащи смъртта на Кейти.

## Реката на тайните в България
На 5 декември 2003 г. филмът е пуснат по кината от „Александра Филмс“.
На 30 юни 2004 г. филмът е издаден на VHS и DVD от „Съни Филмс“.
На 1 февруари 2018 г. филмът е излъчен по bTV Cinema с български дублаж.